# Алимов Сергій Олександрович
Сергі́й Олекса́ндрович Али́мов (нар. 28 січня 1954, Торез Донецької області) — російськомовний український поет. Член Національної спілки письменників України (від 25 березня 1997 року).

## Життєпис
1977 року закінчив Донецький державний медичний інститут (нині Донецький національний медичний університет імені Максима Горького). Працює лікарем швидкої допомоги в Маріуполі.
Пише російською мовою. Автор збірки віршів «Запомни меня» (Харків, 1993), публікацій у колективних збірниках «Поиск» (Донецьк, 1987), «Мариуполь в созвездии лиры» (Маріуполь, 1994), альманахах «Донбас» (1979, 1981, 1984), «Истоки» (Москва, 1982), «Колпино» (Санкт-Петербург, 1995) та періодиці.